# Low Bradley
Low Bradley es una de las dos partes en que está dividida la parroquia civil de Bradley (oficialmente, Bradleys Both), en el condado de Yorkshire del Norte, Inglaterra (Reino Unido).
Está ubicada al norte de la región Yorkshire y Humber, cerca de la frontera con la región Nordeste de Inglaterra, de los montes Peninos, de la costa del mar del Norte y de las ciudades de York y Northallerton —la capital del condado—.